# Agnieszka Cichocka
Agnieszka Cichocka, po mężu Pietraszek (ur. 26 sierpnia 1976 w Dębnie) – polska koszykarka, występująca na pozycji środkowej.

## Osiągnięcia
Na podstawie, o ile nie zaznaczono inaczej.

### Drużynowe
Seniorskie
- Brązowa medalistka mistrzostw Polski (1998)

Młodzieżowe
- Mistrzyni Polski: 
  - juniorek (1993)[2]
  - kadetek (1992)[3]

### Indywidualne
- Zaliczona do I składu mistrzostw Polski kadetek (1992)[3]

### Reprezentacja
- Mistrzyni Europy w maxi koszykówce +45 (FIMBA Maxi Basketball – 2022)[4]
- Brązowa medalistka mistrzostw Europy U–18 (1992)[5]
- Uczestniczka mistrzostw Europy U–18 (1992, 1994 – 12. miejsce)[6]